# Bojni kij
Bojni kij je vrsta orožja za boj iz bližine in je eno najstarejših oblik orožja v zgodovini človeštva.
Glede na izdelavo delimo bojne kije na:
1. preproste: nekovinski kiji iz ene snovi, po navadi iz lesa
2. sestavljene: bojni kij, ki je izdelan iz več kot enega materiala, a ni oblikovan
3. oblikovane: bojni kij, ki je izdelan iz več kot enega materiala in ima gibljivo glavo (bojni mlat)
4. kovinske: v celotni kovinski kij (bojni bat, buzdovan)
5. žezla

V Sloveniji je najbolj znan bojni kij Krpanov kij, ki ga je naredil iz lesa cesaričine lipe.